# Боемонд фон Етендорф
Боемонд фон Етендорф (на немски: Boemond von Ettendorf, Herr zu Hohenfels; † сл. 7 юли 1408) е благородник от род фон Етендорф от Елзас, господар на Хоенфелс в Елзас.
Той е син на Раймболд фон Етендорф († 18 май 1412), господар на Хоенфелс в Елзас. Внук е на Раймболд фон Саарбрюкен († сл. 1364) и Мена фон Етендорф († 1357), дъщеря на Фридрих III фон Етендорф, господар на Хоенфелс († сл. 1293) и Имаго († сл. 8 ноември 1291). Правнук е на Йофрид (Готфрид) I фон Саарбрюкен († 1326) и Гуда фон Ролинген-Варсберг († сл. 1316). Праправнук е на Боемунд III фон Саарбрюкен († 1304) и Гуда фон Ролинген († сл. 1316). Роднина е на Боемунд II фон Саарбрюкен(† 1367), архиепископ и курфюрст на Трир (1354 – 1362).
Той има две сетри, едната е омъжена сл. 10 септември 1380 г. за Улрих фон Финстинген, ландфогт в Елзас († 1387/1389), а другата му сестра († сл. 1399) е омъжена пр. 1396 г. за Арнолд VI фон Зирк, граф фон Монклер (1366 - 1441/1446).
Родът фон Етендорф изчезва през 1413 г.

## Фамилия
Боемонд фон Етендорф се жени ок. 1380 г. за Анна фон Шварценберг († 1396 в Дирзберг), вдовица на Йохан II фон Шварценберг († 31 май 1377 в битката при Ройтлинген), дъщеря на Улрих I фон Шварценберг-Дирзберг († пр. 8 август 1348) и Йохана фон Зигнау († сл. 1358), дъщеря на рицар фрайен Улрих фон Зигнау († сл. 1362) и Анастасия фон Бухег († сл. 1362). Бракът е бездетен.
Боемонд фон Етендорф се жени втори път сл. 1396 г. за Йоханета/Йоханета фон Финстинген-Шваненхалс (* пр. 1405; † сл. 1413), дъщеря на Якоб (Жак) I фон Финстинген-Шваненхалс († 1388/1389) и Маргарета фон Финстинген-Бракенкопф († сл. 1382), дъщеря на Улрих фон Финстинген, ландфогт в Елзас († 1387/1389) и Мари д' Аспремонт († 1380). Бракът е бездетен.